# Gampsocera grandis
Gampsocera grandis är en tvåvingeart som beskrevs av Lamb 1918. Gampsocera grandis ingår i släktet Gampsocera och familjen fritflugor.
Artens utbredningsområde är Sri Lanka. Inga underarter finns listade i Catalogue of Life.